# 児池 (新潟市)
児池（ちごいけ）は、新潟県新潟市東区の町字。郵便番号は950-0825。

## 概要
1889年（明治22年）から現在の大字。阿賀野川下流西方の石山砂丘に位置する。
もとは江戸時代から1889年（明治22年）まであった児池新田の区域の一部。

### 隣接する町字
北から東回り順に、以下の町字と隣接する。
- 逢谷内
- 岡山
- 東中島
- 寺山

## 歴史
1637年（寛永14年）の開発。1889年（明治22年）に石山村の大字となり、当初は児池新田と称した。農業中心の地域だったが、1962年（昭和37年）の石山団地造成以来宅地化が進んだ。

### 年表
- 1889年（明治22年）4月1日 : 合併により石山村の大字となる。
- 1943年（昭和18年）5月3日 : 合併により新潟市の大字となる。
- 2007年（平成19年）4月1日 : 新潟市の政令指定都市移行により、東区の大字となる。

## 小・中学校の学区
市立小・中学校に通う場合、学区は以下の通りとなる。
| 番地                                   | 小学校                 | 中学校               |
| -------------------------------------- | ---------------------- | -------------------- |
| 37～86番地 164番地                     | 新潟市立東中野山小学校 | 新潟市立東石山中学校 |
| 225～229番地 233～239番地 275～281番地 | 新潟市立大形小学校     | 新潟市立大形中学校   |

## 主な企業・施設
- 東日本旅客鉄道（JR東日本） 新潟新幹線車両センター